# 東閭中華聖母堂
東閭中華聖母堂（とうりょ-ちゅうか-せいぼどう）は中華人民共和国河北省清苑県東閭村（保定市の東南20キロメートル）に位置する大型のカトリック聖堂。中国大陸で教皇の認可を得た2カ所の聖母巡礼地の1つである（残る1カ所は上海市松江区の佘山扶助者聖母大殿）。

## 歴史

### 起源
東閭村は華北平原に位置する村落で、村人口は約9,000人、その中の約7,000人がカトリック信者であり、中国でカトリック信徒が最も集中している村落であるといえる。（山西省清徐県六合村も7,000名近くの信徒がいる）。
1862年（同治元年）当時、村の人口は2,000人でありカトリック教徒は存在していなかった。村は楊氏と寇氏という2つの氏族に分かれていた。楊氏は比較的困窮してた生活を改善すべく、占い師の信託に従い溜池の裏にある寇氏の仏塔を破壊した。しかしその事件は寇氏により露見、事件に関わった楊氏は保定府に送られた。楊氏は隣村でカトリック信徒であった親戚の勧めで、ラザリスト会の中国人司祭である劉氏を尋ね、カトリックへの入信を求めた。彼らは劉神父の頒布していた教理書を入手、研鑽し、半年後の洗礼の準備をした。寇氏もカトリック教徒が外国の保護を得られると知り、やはり劉神父を尋ね教理書を研鑽した。1863年（同治2年）春、劉神父が東閭村を訪問し約50名の楊氏と寇氏の村民に洗礼を授けた。この後、村の住民の多くがカトリックを信仰するようになり。1874年（同治3年）には103名、1896年（光緒21年）には698名ものカトリック信者が存在するようになった。

### 義和団の乱
1900年（光緒26年）6月、義和団の乱の影響で保定城内を含む周辺地区から約9,000人の信徒が村に避難した。当時東閭の小教区司祭であった張芳済は北京滞在中であり、事件の影響で村に戻る手段を失っていたため、避難していた蠡県高荘の王神父は村民を指揮して村の周囲に塹壕を掘り、その中に刺のある木の枝を投げ込み、更に塹壕の内側にも防御対策を施した。間もなく約4万の義和団は姜荘の包囲を解いた後に東閭に進撃し、軍営を設置して三面から東閭を包囲して「二毛子」（信徒）を殺害することを表明した。教徒は大砲1門および若干の銃で義和団の4回にわたる攻撃を撃退、さらに7月には清軍の44回にわたる攻撃を撃退している。8月15日に北京が八カ国連合軍により占領されたという知らせを得た清軍は撤退した。義和団の乱の戦火を免れたことで、東閭聖堂は北境使徒座代理区における義和団の乱の被害を受けなかった僅か2つの聖堂の1つとなった（別の1つは北京西什庫天主堂）。当時は聖母が東閭村の上空に出現しこれを守ったと伝えられたが、トレモラン神父（フランス語：Jean-Marie Trémorin, C.M.:615節；中国語：戴牧霊）は後にカトリックに帰依した義和団の人間から伝えられた話として、村の上空に出現した「白人太太」（西洋の婦人）を大いに恐れ、これを村に侵入するなんびともそこから生きては出られないという意味にとったと語っている。

### 巡礼地
1901年から1903年にかけて、聖母の庇護に感謝すべくラザリストの司祭は東閭村にゴシック様式の大聖堂、女子修道院と学校数校を建設した。同時に村の周囲部にも4つの堅固な門を建設し、それぞれ聖書にちなんで「進教之佑」(キリスト信者の助け)、「達味敵楼」（ダヴィドの塔）、「聖弥額爾」（聖ミカエル）、「聖王類斯」（聖王ルイ）と命名された。1915年（民国4年）、東閭は42,000名の信徒を擁する大教区の中心となり、1939年（民国28年）には3,500名の信徒がいた。
義和団の乱が収束すると東閭村は華北地区の著名な聖母巡礼地となり、近住の信徒の間で東閭の聖母に対する崇敬の流行が始まった。1924年（民国13年）、教皇ピオ11世は聖座代理を中国駐在教皇使節のチェルソ・コスタンティーニ大司教（イタリア語：Celso Benigno Luigi Costantini；中国語：剛恒毅、後に枢機卿に挙げられた）に委ね、上海で第1回の中国司教会議を開催したが、その中の議題の一つは会議に参加した全司教により「奉献中国於聖母誦」を献上し、中国を中国の聖母 (Our Lady of China) に奉献し、かつ東閭村の大聖堂内に供えられた聖母像を中国の聖母像の標準として選定することにあった。全国司教会議に参加した保定教区司教満徳貽は、教区に戻ってから東閭を中国の聖母の巡礼地とする相談をし、全国各地に東閭へ巡礼に来るように通知している。　
1928年（民国17年）、保定代牧区の区長である周済世司教は、コスタンティーニ大司教の許可を得て東閭小教区にフランス人のトレモラン神父をフランスルルドに派遣して巡礼経験を学ばせ、東閭の聖母が全国的な巡礼地へと発展させるための準備を行っている。1929年（民国18年）5月、巡礼活動が正式に開始され、毎年太陽暦の5月に保定教区各村の信徒は予定された計画に沿って毎日順番に東閭を巡礼した。後に北京、天津、献県、安国などの教区の司教や司祭も信徒を引率して東閭に聖母を巡礼している。
1937年（民国26年）、教皇ピオ11世は教皇庁中国駐在使節のマリオ・ツァニン（イタリア語：Mario Zanin；中国語：蔡寧）司教の提出した『東閭巡礼報告書』および『申請書』を審査し、東閭が中国の国家的な巡礼地であることを認定した。同年5月にはツァニン司教、周済世司教と易県使徒座代理区の馬迪懦司教は数千の教徒を引率して東閭巡礼を行い、東閭大聖堂において教皇の聖諭を公布した。

### 破壊
1937年に勃発した日中戦争では華北地区は日本軍により占領されている。1941年（民国30年）、東閭聖堂は日本軍の砲撃で焼き払われ、巡礼活動は停止した。

### 再建
戦火により消失してから48年後の1989年3月12日、東閭村の信徒より保定教区司教である范学淹に対し再建を請願し、100万人民元を超える資金を募り、労働奉仕により村北部で聖堂再建に着手している。この工事は1992年5月1日に竣工し、新たに聖母に奉献された。建築期間中の1990年10月3日に、教皇ヨハネ・パウロ2世は東閭で聖堂を建築する信徒と建築工事に対して祝福を与えた。

## 建築
1901年に建造した東閭聖堂は長さ55メートル、幅は15.5メートルで双塔の鐘楼は23メートルの高さであった。1910年（宣統2年）に保定教区が成立し、東閭聖堂の規模は全教区の聖堂で最大となった。この聖堂は1941年に破壊された。
1992年に再建された大堂の規模は旧来のものより約30%ほど拡大されて設計され、大聖堂の長さは66メートルで幅は18メートル、面積は1,548平方メートルである。ゴシック様式の建築が採用され、鐘楼の両側には高さ43メートル、頂部が輝く塔が2つ配置されている。この聖堂の収容人数は約3,000人であり、中国最大のカトリック聖堂の一つとして小麦とトウモロコシ畑の中に聳え立っている。

## 東閭聖母像
1901年に東閭聖堂の祭壇上に設置された聖母画は、ジロン神父（フランス語：Louis-Marie-Joseph Giron, C.M.:337節；中国語：任道遠）が一人の修道女の絵師に依頼して描かせたもので、「東閭之后聖母像」と称されている。1908年、ジロン神父は転任してフラマン神父（フランス語：René-Joseph Flament, C.M.:462節；中国語：雷孟諾）が小教区の司祭に着任すると、祭壇上に設置された聖母像は人物が多く優美さや荘厳を欠き、祭壇に祭るのに相応しくないと考えた。フラマン神父が上海に旅行した際、上海滞在中のフランスの画家を東閭の聖母画を新たに作成させるために東闆村に招聘した。聖母の容貌は西太后の油絵による肖像画をモチーフにし、聖母が崇高で穏やかでかつ華やかなことを明確に示すものとなった。また聖母は中国皇后の衣服を着用し真珠と翡翠の金冠を戴き、玉座の上に座す構造とされ、幼子イエズスは中国皇太子の衣服と雲鞋、錦袍を纏い、頭には金冠を戴き、玉座の左側に立っていた。聖母像の上部にはまた『天主聖母東閭之后，為我等祈』（天主の御母、東閭の元后、我等の為に祈り給え）という標題が書かれていた。この聖母像は後に1924年の全国司教会議で中国の聖母に指定されたものであり、その姿は中国に広く流布することとなった。しかし1966年から始まった文化大革命では批判対象となり破壊されている。1989年に東閭で再建された聖母大聖堂に設置されている聖母画は、旧来の姿を映した写真から河北省饒陽県の信徒の絵師が原寸復元したものである。

## 巡礼活動
教会当局は毎年5月の第2日曜日（母の日）の前日を中華聖母の祝日と規定している。この祝日に中華民族のためにイエス・キリストへ祈りを届けて、中華民族を祝福し、国が泰平で民の暮らしも平安であるように聖母に祈願する。毎年5月を巡礼期間と定め、その時期は全国より巡礼者が集まり、5月24日の進教之佑聖母節（扶助者聖母の祝日）にはその最高潮を迎える。
毎年5月の毎日午前9時に、その日の巡礼団の司祭が荘厳ミサの司式をする。午後2時には通りおいて聖体行列が行われ、通りの家は掃除や標語の貼付けと各家の門前に彩色旗を挿す責任を持つ。聖体行列が決められたルートをたどった後に聖堂に戻り、人々は整列して聖堂の裏で跪き、聖体の祝福を待ち、最後に聖堂内に戻る。
1929年から1937年の日中戦争勃発以前は、毎年多くの信徒が東閭まで中国の聖母聖母巡礼に来た。前後して東閭に巡礼に来た教会上層部としては、初代中国駐在教皇使節コスタンティーニ大司教、第2代中国駐在教皇使節のツァニン司教、北京教区満徳貽司教、安国教区孫徳楨司教、献県教区などの教区司教合わせて20名余、さらに于斌（後に枢機卿に挙げられた）、雷鳴遠などの各地の司祭100名余りである。天津教区司教の文貴賓は毎年5月に必ず東閭に巡礼し、保定教区の周済世司教は更に毎年1回東閭巡礼を行うのみならず、著作物を通した宣伝活動を行った。巡礼者の総数に関しては、東閭小教区のトレモラン神父が1931年に行った報告によれば、当年だけで25,000名を越える信徒が巡礼したとあり、また巡礼期間に重病の子供が健康を回復した、盲人の視力が復活した、足の萎えた人が歩けるようになったなどの奇跡が発生したとある。奇跡の報告もありカトリック信仰はますます熱を帯びたものとなり、東間巡礼の人数は増加、華北地区のカトリックの発展において重要な地位を占めるようになった 。
1992年に聖堂が再建されてから、聖体が東閭村の通りを行列するような巡礼活動が短期間復活したが、間もなく制限を受け、僅かに聖堂やその敷地内で挙行出来るのみとなった 。1995年5月23日には3万名の巡礼者が聖母の出現を目撃したという事件も発生したが、1996年には巡礼活動は政府の制限を受けるようになった。天主教愛国会も河北省政府に対し東閭巡礼を復活させるべく申請している。その理由は東閭巡礼の回復は公開教会（愛国会）の司教が信者の中で自らの権威と地位を取る助けとなるからである（河北省保定等の教区の愛国会勢力はバチカンに忠実な地下教会の勢力より弱い）。

## 影響
中国の聖母に対する崇敬は現在は中国大陸以外にまで広がり、その聖母像は広く伝播している。1964年、当時のカトリック台南教区羅光司教は台湾台南市開山路に中国式の大聖堂を建設して「中国の聖母」が奉げ、1974年の建堂10周年祝賀の際には台湾地区の司教、司祭、信徒が集まり、中国の聖母50週年を祝った 。